# آنا هيلم (ممثلة)
آنا هيلم (بالألمانية: Anne Helm)‏ هي سياسية وممثلة ألمانية (حملت سابقاً جنسية ألمانيا الشرقية)، ولدت في 6 يوليو 1986 في روستوك في ألمانيا.

## وصلات خارجية
- آن هيلم (ممثلة) على موقع IMDb (الإنجليزية)
- آن هيلم (ممثلة) على موقع ميوزك برينز (الإنجليزية)
- آن هيلم (ممثلة) على موقع ديسكوغز (الإنجليزية)
- آن هيلم (ممثلة) على موقع ANN person (الإنجليزية)